# 井上凌
井上 凌（いのうえ りょう、2002年8月18日 - ）は、日本の男性プロレスラー。福岡県久留米市出身。全日本プロレス所属。

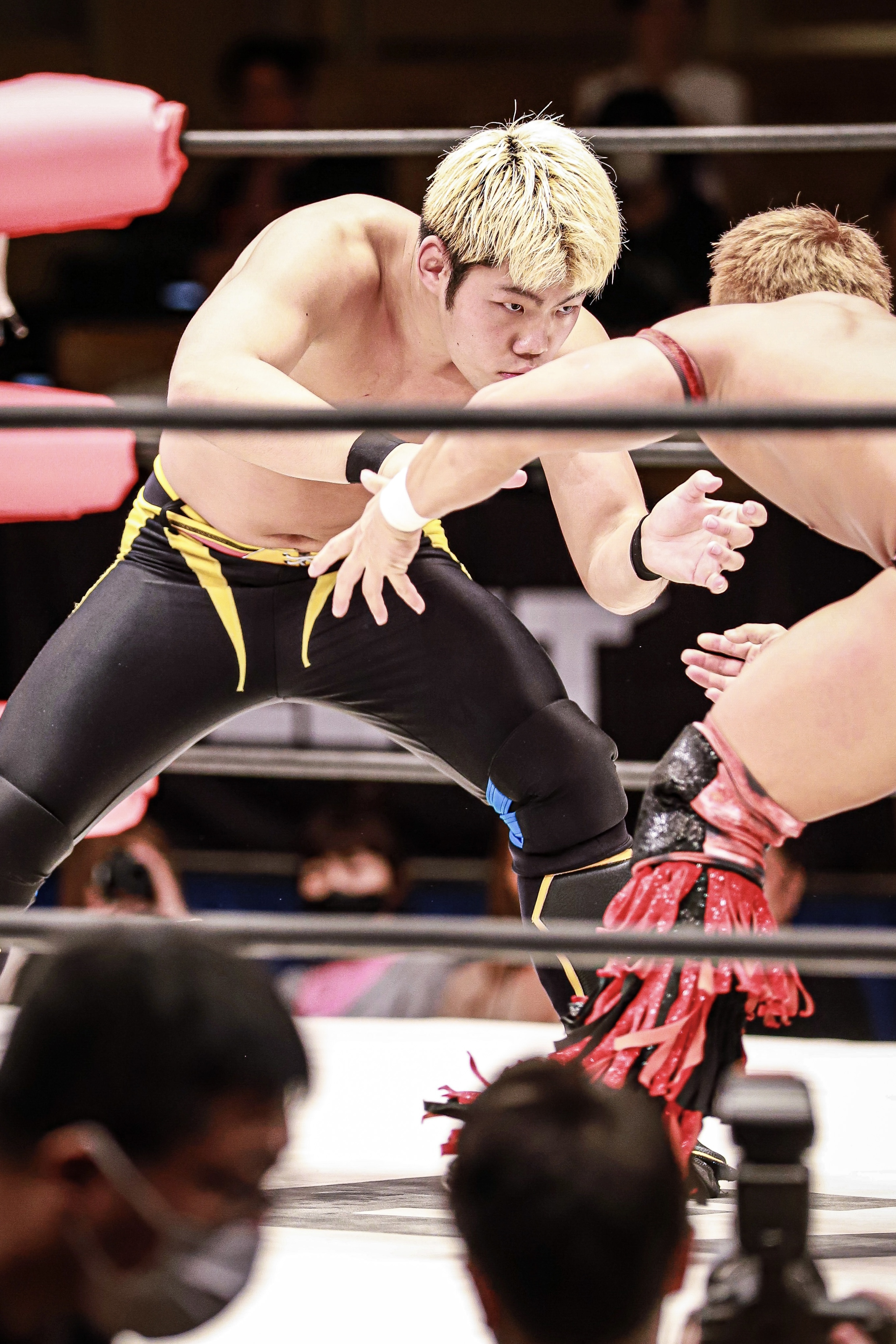
2023.08.23 GLEAT x AJPW 後楽園ホール 井上凌選手

## 経歴
高校時代の3年間でレスリングを経験。2020年12月に行われた全日本プロレスの公開入門テストに合格し入門。同期には斉藤ジュン、斉藤レイ、塚本竜馬がいる。
同期の三名から遅れて2022年1月2日、田村男児を相手にデビュー。
4月26日に後楽園ホールで行われた「後楽園ホール60周年 還暦祭」では、新日本プロレスの藤田晃生と対決し敗北。その後、全日本の10月2日後楽園ホール大会では再び藤田と火花を散らし（結果は井上が藤田に敗北）、ライバル関係となっている。
11月13日、Jr. BATTLE OF GLORY初戦よりレガースを着用し、キックスタイルに変貌。なお同リーグ戦は先輩の大森北斗より金星を挙げたものの、その1勝のみに終わった。
2023年はJr. BATTLE OF GLORYで先輩のライジングHAYATOや佐藤光留から勝利を奪うが、勝ち点5で最下位に終わる。
2024年は年始恒例のバトルロイヤルで優勝を飾る。しかし2月20日の立花誠吾とのGAORA TV チャンピオンシップ戦に敗れ、4月28日には左膝関節内側側副靱帯損傷で欠場。6月24日に復帰したものの、8月17日に田村男児とのタッグでアジアタッグ王座挑戦、9月1日に地元福岡で“ミスター斉藤”土井成樹の持つ世界ジュニアヘビー級王座挑戦、10月29日に宮原健斗とのタッグでアジアタッグ王座挑戦、11月23日に河野真幸&土方隆司とのトリオで全日本プロレスTV認定6人タッグ王座挑戦と、4か月連続でタイトルマッチに臨むもすべて敗退する。12月には宮原とのコンビで安齊勇馬&ライジングHAYATOのアジアタッグ再挑戦が決まり、前哨戦では不意討ちや凶器攻撃で安齊を襲い、安齊と舌戦を繰り広げたものの、31日の大晦日興行ではクリーンファイトで熱戦を展開。惜敗したものの、井上コールの大合唱を巻き起こした。

## 得意技
大観音スープレックス
リストクラッチ式バックドロップ・ホールド。石川修司の宮原殺し2019と同形だが、井上はそのまま固めてフォールする。
2023年11月19日の対ライジングHAYATO戦で初公開し、殊勲の星を挙げた。
プリンスキラー
右腕で相手の腰を、右足で相手の右足を捉える。そのまま前方回転し、自分の右足を絡めて相手の右足を固める。
プリンスとは自身の後輩ながら躍進する安齊勇馬のことで、対安齊用に開発した技。2024年12月15日初公開。
各種キック
ハーフハッチスープレックス
ミサイルキック
串刺しエルボー

## タイトル歴
全日本プロレス
- 新春バトルロイヤル 優勝（2024年）

## 入場テーマ曲
- 「Tooth and Nail」Dokken
- 「井上凌オリジナルテーマ曲」鈴木修

## エピソード
- 目標とする選手に、川田利明と小川良成を挙げる[4]。川田とは「麺ジャラスK」にて対面も果たし[17]、キックの指導も受けている[7]。
- デビュー時のコスチュームの紫色は、「珍しい色を着て戦いたかった」と自身で選んだもの[4]。2023年3月21日大田区総合体育館大会にて、川田利明を意識した黄色と黒がベースのロングタイツに変え、さらに金髪に変貌した[18]。2024年からは自身のオリジナリティを出すべくショートタイツに替えた[19]。
- 2024年2月のGAORA TV王座戦では、高難度の空中殺法であるサスケ・スペシャルを繰り出した。しかし試合後、蹴り技という個性が埋没すると佐藤光留に叱責され、また5 - 6月の欠場期間中に自身の方向性を「蹴りを主体にした激しいスタイル」に定めたことから、以後サスケ・スペシャルは封印し使っていない[20]。